# Plagiorchis
Genre
Plagiorchis est un genre de trématodes de la famille des Plagiorchiidae.

## Taxinomie
Ce genre comprend près de 140 espèces[réf. nécessaire] :
- Plagiorchis africanus (Dollfus, 1950)
- Plagiorchis agrestis Hecht, 1961
- Plagiorchis amplehaustoria Mituch, 1964
- Plagiorchis arcuatus Shtrom, 1924
- Plagiorchis arrectum (Dujardin, 1845)
- Plagiorchis arvicolae Schulz & Skvortsov, 1931
- Plagiorchis asper Stossich, 1904
- Plagiorchis astrachanicus Shumakovich, Nikitin & Kuzjietsov, 1962
- Plagiorchis avium (Brinkmann, 1956)
- Plagiorchis awasiensis Meskal, 1970
- Plagiorchis berghei Vercammen-Grandjean, 1960
- Plagiorchis bikhovskajae Rayski, 1964
- Plagiorchis biloborchis (Fischthal & Thomas, 1968
- Plagiorchis blatnensis Chalupsky, 1954
- Plagiorchis blumbergi Massino, 1927
- Plagiorchis brevipharynx Dotsenko, 1954
- Plagiorchis bulbulii (Mehra, 1937)
- Plagiorchis casarcii (Mehra, 1937)
- Plagiorchis castori Orloff & Moskalev, 1953
- Plagiorchis cirratus (Rudolphi, 1802)
- Plagiorchis clelandi Johnston, 1917
- Plagiorchis cuculi Shaldybin, Anikin, Budkin & Suslova, 1977
- Plagiorchis dactylopharynx Oshmarin, 1971
- Plagiorchis didelphidis (Parona, 1896)
- Plagiorchis dilimanensis Velasquez, 1964
- Plagiorchis dubnicki Potekhina, 1959
- Plagiorchis elegans (Rudolphi, 1802)
- Plagiorchis eptesici Ogata, 1941
- Plagiorchis erraticus (Rudolphi, 1819)
- Plagiorchis eutamiatis Schulz in Schulz & Skvortsov, 1931
- Plagiorchis extremus Shtrom, 1940
- Plagiorchis fastuosus Szidat, 1924
- Plagiorchis ferruginus (Mehra, 1937)
- Plagiorchis freitasi Vicente, 1978
- Plagiorchis fuelleborni Massino, 1927
- Plagiorchis fuji Ogata, 1941
- Plagiorchis funambulusi Gupta & Jahan, 1980
- Plagiorchis globocaudatus (Creplin, 1825)
- Plagiorchis gonzalchavezi Zerecero, 1950
- Plagiorchis goodmani (Najarian, 1952)
- Plagiorchis goulierensis Timon-David, 1966
- Plagiorchis guptai Khan & Das, 1986
- Plagiorchis harinasutai Radomyos, Bunnag & Harinasuta, 1989
- Plagiorchis hepaticus Lutz, 1928
- Plagiorchis himalaya (Jordan, 1930)
- Plagiorchis hirundinis (Fröhlich, 1791)
- Plagiorchis horridus (Leidy, 1850)
- Plagiorchis ilitschi Shaldybin, Anikin, Budkin & Suslova, 1977
- Plagiorchis instabilis (Dujardin, 1845)
- Plagiorchis isoadena Deblock, Capron & Brygoo, 1965
- Plagiorchis jaenschi Johnston & Angel, 1951
- Plagiorchis javensis Sandground, 1940
- Plagiorchis koreanus Ogata, 1938
- Plagiorchis krasnolobovi Shaldybin, Anikin, Budkin & Suslova, 1977
- Plagiorchis lacertae (Rudolphi, 1819)
- Plagiorchis laricola Skrjabin, 1924
- Plagiorchis laurenti Vercammen-Grandjean, 1960
- Plagiorchis lenti Freitas, 1941
- Plagiorchis limnogale Richard, 1966
- Plagiorchis linkuoliangi Tang, 1941
- Plagiorchis longiformis Zhang, 1997
- Plagiorchis luehei Travassos, 1927
- Plagiorchis lutrae Fahmy, 1954
- Plagiorchis macrobursatum Chertkova & Rodonaja, 1966
- Plagiorchis maculosus (Rudolphi, 1802)
- Plagiorchis magnacotylus Park, 1939
- Plagiorchis marii Skrjabin, 1920
- Plagiorchis massino Petrov & Tikhonov, 1927
- Plagiorchis megalorchis Rees, 1952
- Plagiorchis melandrei Semenov, 1927
- Plagiorchis mentulatus (Rudolphi, 1819)
- Plagiorchis micracanthos Macy, 1931t
- Plagiorchis micromaculosus Skrjabin & Massino, 1925
- Plagiorchis micronotabilis Semenow, 1927
- Plagiorchis microti Soltys, 1949
- Plagiorchis miniopteri Mituch, 1965
- Plagiorchis molini Lent & Freitas, 1940
- Plagiorchis momplei Dollfus, 1932
- Plagiorchis moravicus Sitko, 1993
- Plagiorchis mordovii Schaldybin in Skrjabin & Antipin, 1959
- Plagiorchis morosovi Sobolev, 1946
- Plagiorchis motacillae Yamaguti, 1939
- Plagiorchis muelleri Tkach & Sharpilo, 1990
- Plagiorchis multiglandularis Semenov, 1927
- Plagiorchis muris Tanabe, 1922
- Plagiorchis mustelae Petrow & Kadenatsii, 1954
- Plagiorchis nanus (Rudolphi, 1802)
- Plagiorchis nedbailovi Sadovskaja in Skrjabin & Antipin, 1959
- Plagiorchis neomydis Brendow, 1970
- Plagiorchis nisbetii Nicoll, 1914
- Plagiorchis noblei Park, 1936
- Plagiorchis nyrocae Ryzhikov & Timofeeva, 1962
- Plagiorchis obensis Schulz, 1932
- Plagiorchis obtusus Shtrom, 1940
- Plagiorchis orientalis Park, 1939
- Plagiorchis orientalis (Jha, 1944), homonyme du précédent
- Plagiorchis oscineus Sudarikov, 1950
- Plagiorchis oviformis Shtrom, 1940
- Plagiorchis ovoidalis Mamaev in Skrjabin & Antipin, 1959
- Plagiorchis parorchis Macy, 1956
- Plagiorchis parumbursatus Freitas & Dobbin, 1961
- Plagiorchis parussi Shaldybin, Anikin, Budkin & Suslova, 1977
- Plagiorchis permixtus Braun, 1901
- Plagiorchis peterborensis Kavelaars & Bourns, 1968
- Plagiorchis petrovi Fediushin, 1949
- Plagiorchis philippinensis Sandground, 1940
- Plagiorchis phokeewi Panin, 1956
- Plagiorchis pipistrellicola Fotedar & Khan, 1974
- Plagiorchis popowi Palimpsestov, 1929
- Plagiorchis potamonides (Tubangui, 1946)
- Plagiorchis praevitellaris Matskasi, 1973
- Plagiorchis proximus Barker, 1915
- Plagiorchis pseudofastuosus Belopol'skaya, 1975
- Plagiorchis ptschelkini Sobolev, 1946
- Plagiorchis ramlianus (Looss, 1896)
- Plagiorchis rangeli Artigas & Zerpa, 1961
- Plagiorchis rhinolophi (Park, 1939)
- Plagiorchis scharpiloi Badawy, 1995
- Plagiorchis schuchovi Issaitschikow, 1929
- Plagiorchis serpenticola Massino, 1927
- Plagiorchis siamensis Yamashita, 1967
- Plagiorchis sinipercae Wang, 1983
- Plagiorchis skrjabini Massino, 1927
- Plagiorchis spatulatus Johnston, 1917
- Plagiorchis strictus Shtrom, 1940
- Plagiorchis stunkardi Dwivedi & Chauhan, 1971
- Plagiorchis suis Skvorzov in Ryzhikov, Oshmarin & Khrustalev, 1983
- Plagiorchis symmetricus Schaldybin in Skrjabin & Antipin, 1954
- Plagiorchis taiwanensis Fischthal & Kuntz, 1975
- Plagiorchis talassensis Tokobaev & Erkulov, 1966
- Plagiorchis tcheri Khan & Chishti, 1983
- Plagiorchis transbaicalicus Skrjabin, 1924
- Plagiorchis triangularis (Diesing, 1850)
- Plagiorchis uhlwormii Massino, 1927
- Plagiorchis upupae Shtrom, 1940
- Plagiorchis vespertilionis (Müller, 1784)
- Plagiorchis vicenti Rodriguez, 1995
- Plagiorchis vitellatus (von Linstow, 1875)
- Plagiorchis yoshidensis Ogata, 1942